# Distretto di Pampa Hermosa (Loreto)
Il distretto di Pampa Hermosa è uno dei sei distretti della provincia di Ucayali, in Perù. Si trova nella regione di Loreto e si estende su una superficie di 7.346,98 chilometri quadrati.
Istituito il 15 settembre 1961, ha per capitale la città di Pampa Hermosa.